# Eduard von Spoenla
Emil Eduard Maria von Spoenla (* 4. Februar 1835 in Erfurt; † 28. August 1882 in Köthen) war ein deutscher Fotograf.
Spoenla, dessen Karriere in Köln begann, betrieb ein Atelier in der Leopoldstraße 9 in Köthen.
Ihm wurde der Titel Herzoglich-Anhaltischer Hoffotograf verliehen. Seine Fotografien wurden mehrfach prämiert.
Er fertigte z. B. eine Fotografie eines Exemplars des Porträts des Fürsten Ludwig von Anhalt-Cöthen (1625) nach dem Original-Gemälde in der Herzoglichen Bibliothek zu Köthen an. Zudem erstellte sein Atelier auch etliche Postkarten.
Ein Nachfahre von ihm ist Michael Naumann.